# Emiliano Márquez
Emiliano Márquez Fernández (Montevideo, 2 settembre 2002) è un calciatore uruguaiano, portiere del Liverpool (M).

## Carriera
Márquez è cresciuto nel settore giovanile del Fénix ed è stato promosso in prima squadra nel gennaio del 2022. Nel giugno seguente ha firmato il suo primo contratto professionistico. Ha debuttato il 5 giugno 2023 nell'incontro di Primera División pareggiato 1-1 contro il Dep. Maldonado.

## Statistiche

### Presenze e reti nei club
Statistiche aggiornate al 5 agosto 2024.
| Stagione        | Squadra         | Campionato      | Campionato | Campionato | Coppe nazionali | Coppe nazionali | Coppe nazionali | Coppe continentali | Coppe continentali | Coppe continentali | Altre coppe | Altre coppe | Altre coppe | Totale | Totale | Totale |
| Stagione        | Squadra         | Comp            | Pres       | Reti       | Comp            | Pres            | Reti            | Comp               | Pres               | Reti               | Comp        | Pres        | Reti        | Pres   | Reti   |        |
| --------------- | --------------- | --------------- | ---------- | ---------- | --------------- | --------------- | --------------- | ------------------ | ------------------ | ------------------ | ----------- | ----------- | ----------- | ------ | ------ | ------ |
| 2023            | Fénix           | PD              | 1          | -1         | CU              | 0               | 0               |                    | -                  | -                  |             | -           | -           | 1      | -1     |        |
| 2024            | Fénix           | PD              | 5          | -6         | CU              | 0               | 0               |                    | -                  | -                  |             | -           | -           | 5      | -6     |        |
| Totale carriera | Totale carriera | Totale carriera | 6          | -7         |                 | 0               | 0               |                    | -                  | -                  |             | -           | -           | 6      | -7     |        |